# Aérodrome de Timbalai
Timbalai Airfield est un aérodrome initialement construit et utilisé par l'Armée impériale japonaise située à Labuan en Malaisie. Il a notamment servi dans le cadre de la Seconde Guerre mondiale.

## Histoire
En 1942, l'Armée impériale japonaise installe deux aérodromes sur l'île de Labuan, Timbalai et Labuan qui sont construits par des ouvriers enrôlés dans les régions continentales de Bornéo (depuis les régions de Lawas et Terusan). Après la bataille de Labuan, l'aérodrome est pris par l'Australian Army et utilisé par la 13th Wireless Section (Heavy) "A" Corps Signals. L'aérodrome est toujours utilisé en 2015.